# Margaret Berger
Margaret Berger, née le 11 octobre 1985 à Trondheim en Norvège, est une chanteuse norvégienne.

## Biographie

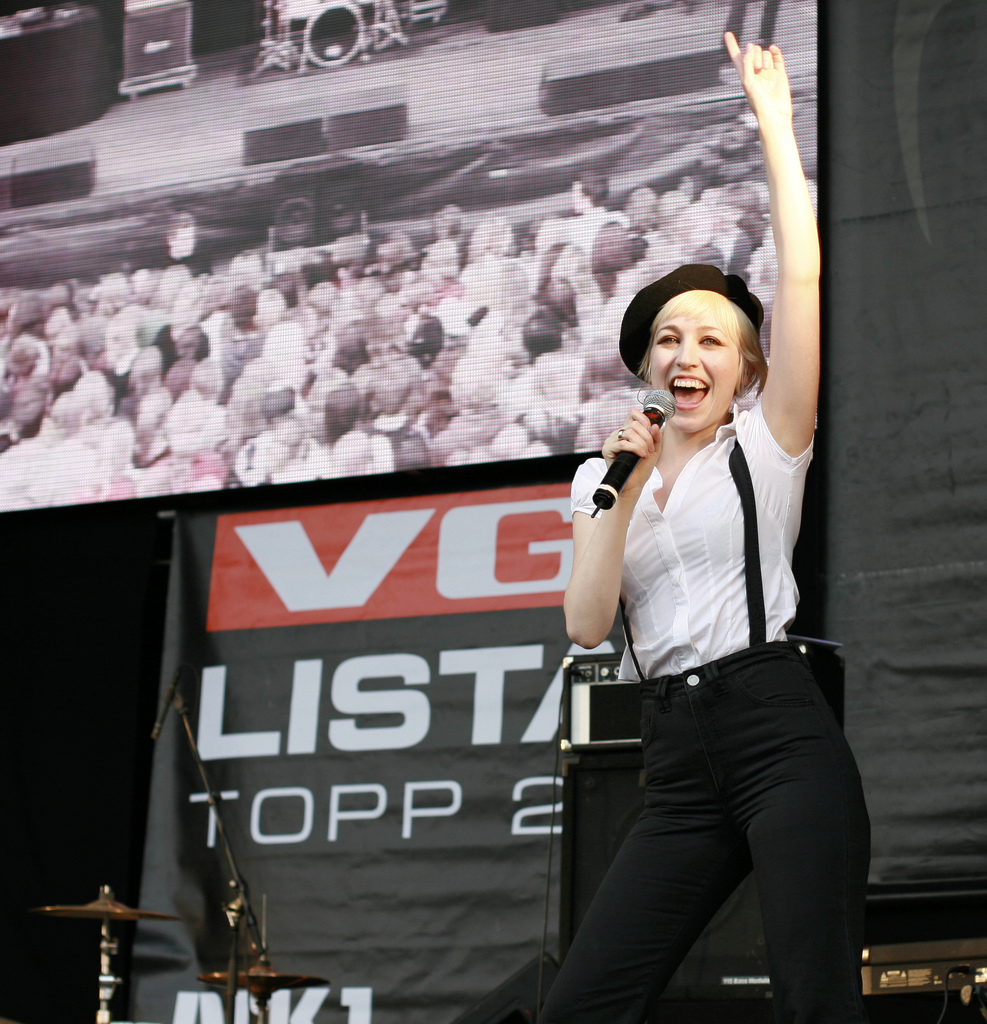
Margaret Berger en 2006

### 2004: Idol
Elle participe à la seconde saison de la Nouvelle Star norvégienne, Idol: Jakten på en superstjerne, et termine seconde du concours derrière Kjartan Salvesen.

#### Performances
| Semaine#              | Thème                               | Chanson                                    | Artiste                                        | Passage # | Résultat     |
| --------------------- | ----------------------------------- | ------------------------------------------ | ---------------------------------------------- | --------- | ------------ |
| Audition              | Auditioner's Choice                 | "Forgive Me Love"                          | Alanis Morissette                              | N/A       | Advanced     |
| Semifinals            | N/A                                 | "Were You Worth My Tears?"                 | Margaret Berger                                | N/A       | Eliminated   |
| Semifinals (Wildcard) | N/A                                 | "Come Together"                            | The Beatles                                    | N/A       | Safe         |
| Top 11                | Favorite Artist                     | "Forgiven"                                 | Alanis Morissette                              | N/A       | Safe         |
| Top 9                 | Norwegian Hits                      | "Splitter Pine"                            | DumDum Boys                                    | N/A       | Bottom three |
| Top 8                 | Disco                               | Don't Leave Me This Way                    | Harold Melvin & the Blue Notes                 | N/A       | Bottom three |
| Top 7                 | Year They Were Born                 | "Walking on Sunshine"                      | Katrina and the Waves                          | N/A       | Bottom three |
| Top 6                 | VG-lista Top 20 Top 5 Hits          | "Murder on the Dancefloor"                 | Sophie Ellis-Bextor                            | N/A       | Safe         |
| Top 5                 | Big Band                            | "It's Oh So Quiet"                         | Björk                                          | N/A       | Bottom two   |
| Top 4                 | Songs of the Cinema                 | "Queen of the Night" Uninvited"            | Whitney Houston Alanis Morissette              | N/A       | Safe         |
| Top 3                 | Judges' Choice                      | "It's My Life" Stop"                       | No Doubt Sam Brown                             | 2 5       | Safe         |
| Top 2                 | Contestant's Choice Winner's Single | "Come Together" "Forgiven" "Standing Tall" | The Beatles Alanis Morissette Kjartan Salvesen | 1 3 5     | Runner-up    |

### Eurovision 2013

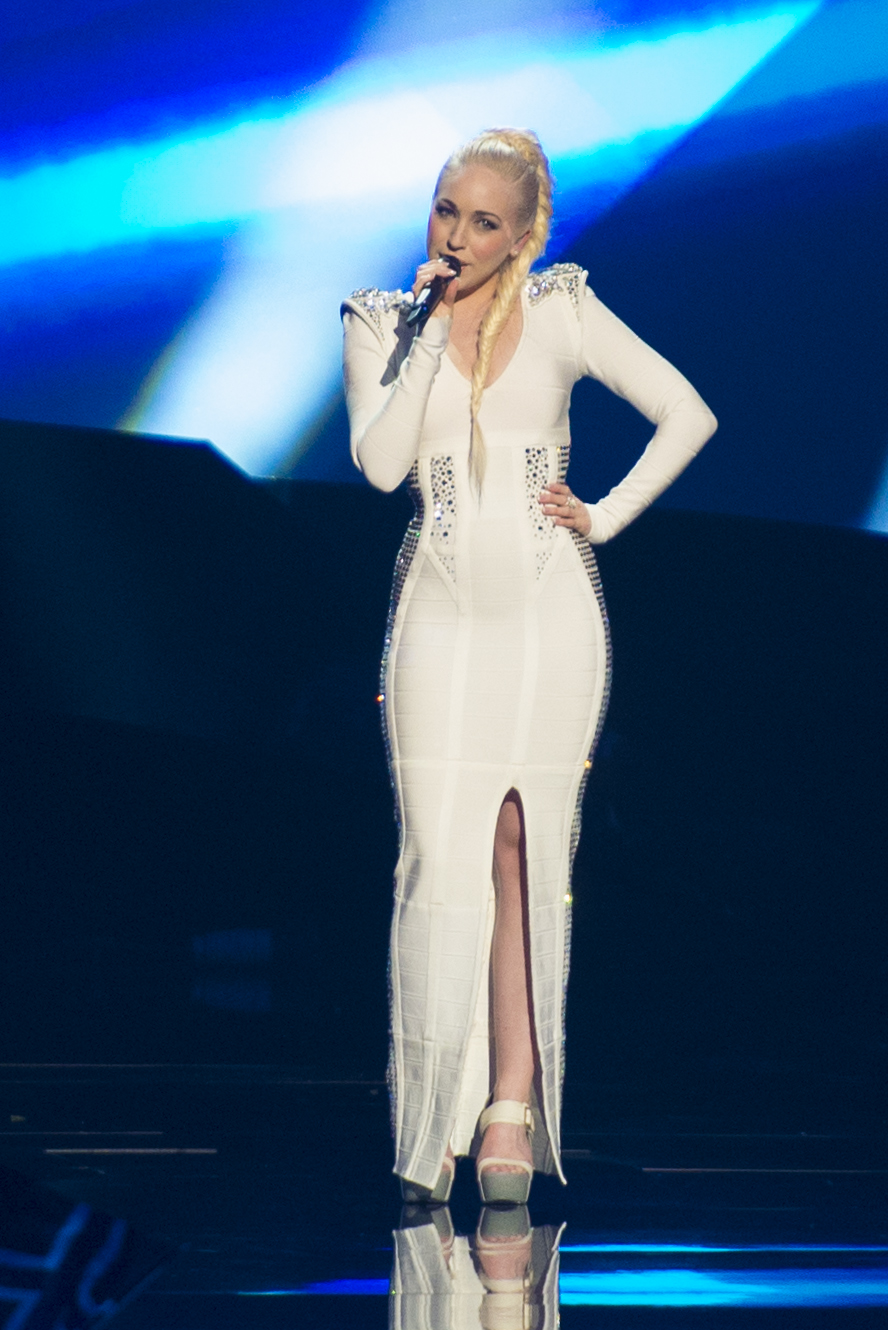
Margaret Berger pendant sa performance au Concours Eurovision de la chanson 2013.

Le 9 février 2013, elle est choisie pour représenter la Norvège au Concours Eurovision de la chanson 2013 à Malmö, en Suède avec la chanson I Feed You My Love (Je te nourris mon amour), écrite et composée par la Suédoise Karin Park.
Lors de la finale, elle termina à la 4e place avec un score de 191 points. De plus, elle reçut 3x12 points de la part de la Suède, Finlande et du Danemark. 
Margaret Berger participe à nouveau au Melodi Grand Prix en 2024 avec la chanson « Oblivion ». Elle se qualifie lors de la demi-finale se déroulant le 13 janvier 2024 et termine en finale à la 7e place avec 49 points.

## Discographie

### Albums
| Chameleon                 | - Paru le 4 octobre 2004 - Label: BMG Norway - Formats: CD, digital download | 4 |
| Pretty Scary Silver Fairy | - Paru le 2 octobre 2006 - Label: Sony BMG - Formats: CD, digital download   | 8 |
| New Religion              | - Sortie annulée - Label: Macho Records - Formats: CD, digital download      | — |
| "—"                       |                                                                              |   |

### Singles
| Année | Titre                            | Classement | Album                     |
| Année | Titre                            | NOR        | Album                     |
| ----- | -------------------------------- | ---------- | ------------------------- |
| 2006  | "Samantha"                       | 6          | Pretty Scary Silver Fairy |
| 2006  | "Will You Remember Me Tomorrow?" | 13         | Pretty Scary Silver Fairy |
| 2007  | "Robot Song"                     | —          | Pretty Scary Silver Fairy |
| 2013  | "I Feed You My Love"             | —          | New Religion              |
| 2013  | "Human Race"                     | —          | New Religion              |
| 2024  | "Oblivion"                       | —          | —                         |